# Институт устного и письменного перевода
Институт устного и письменного перевода (англ. Institute of Translation & Interpreting, ITI) — профессиональное объединение, представляющее интересы переводчиков, как письменных, так и устных, в Великобритании.
Институт устного и письменного перевода является аффилированным членом Международной федерации переводчиков (FIT).

## История
Институт устного и письменного перевода был учреждён в 1986 году группой лиц, отделившихся от Лиги переводчиков (Translators Guild) Института лингвистов (Institute of Linguists) (ныне Сертифицированный институт лингвистов — CIoL). В качестве одного из ведущих профессиональных объединений переводчиков в Великобритании он стал одним из основных источников информации об устном и письменном переводе для государственных органов, отраслей промышленности, средств массовой информации и общества в целом. Институт входил в число организаций, с которыми консультировались при разработке европейского стандарта качества EN 15038 переводческих услуг.

## Цели и задачи
Институт устного и письменного перевода ставит своей целью содействие выработке высочайших стандартов в области устного и письменного перевода. Для этого применяются различные методы, среди которых издание выходящего раз в два месяца бюллетеня и многочисленных брошюр, организация и проведение ежегодной конференции и множества учебных курсов по непрерывному профессиональному образованию (Continuing Professional Development), жёсткие критерии полного членства в ITI, включая проведение экзаменов и оценку другими участниками организации, а также процедуру наставничества в отношении новичков этой профессии. Институт также сотрудничает с CIoL над формированием института сертифицированных лингвистов (Chartered Linguist).

## Членство в организации
Несмотря на то, что большинство членов Института устного и письменного перевода находятся в Великобритании, среди членов ITI есть представители континентальной Европы и других стран, в которых распространён английский язык. Основными категориями индивидуального членства в организации являются: действительный член (Fellow), квалифицированный член (Qualified Member), кандидат в члены (Associate) и учащийся (Student). В его состав также входит ряд корпоративных членов (Corporate Members). По состоянию на ноябрь 2007 года количество членов Института устного и письменного перевода соответственно составляло: 30, 1421, 987, 85 и 77, что с учётом ещё 7 почётных и 35 льготных членов в сумме составляло 2642.
Все члены ITI обязаны соблюдать Кодекс профессиональной деятельности (Code of Professional Conduct) Института.
Действительные и квалифицированные члены имеют право на использование аббревиатур (postnominals) FITI (действительный член Института устного и письменного перевода) и MITI (член Института устного и письменного перевода). От употребления соответствующей аббревиатуры AITI кандидатами в члены (Associates) отказались после того, как точное определение понятия «кандидат в члены» менялось несколько раз в районе 2005 года.

## Бюллетень
Бюллетень издаётся один раз в два месяца. Помимо информирования о проводимых ITI мероприятиях (конференции, семинары и т. п.), там печатаются статьи по всем аспектам перевода, а также материалы развлекательного характера. В последнее время издание стало публиковать интервью с известными авторами и статьи о важных для переводчиков проблемах наряду с постоянными рубриками о переводческих ошибках, обзорами новинок переводческого программного обеспечения, вопросов налогообложения, финансов, функциях перевода в сегодняшнем мире.

## Региональные группы и сети
С самого начала члены ITI стремились объединяться по регионам, по языкам и областям специализации. В настоящее время в ITI есть региональные группы на территории Великобритании, такие как Шотландская сеть ITI (ITI Scottish Network) и Лондонская региональная группа ITI (ITI London Regional Group). Такие языковые группы как сеть немецкого языка (German Network), сеть французского языка (French Network) и сеть японского языка (Japanese Network) (J-Net Архивная копия от 17 июля 2009 на Wayback Machine), а также сети на основе предметных областей, такие как STEP и infotech, ведут в Интернете сообщества для целей пояснения  терминов, обсуждения лучшей практики, совместного выполнения переводов большого объёма и организации социальных мероприятий в рамках профессии, которая считается профессией одиночек.